# Necrophila
Necrophila es un género de escarabajos carroñeros de la familia Silphidae.

## Especies
- Necrophila americana
- Necrophila andrewesi
- Necrophila brunnicollis
- Necrophila cyaneocephala
- Necrophila cyaneocincta
- Necrophila cyaniventris
- Necrophila formosa
- Necrophila ioptera
- Necrophila jakowlewi
- Necrophila japonica
- Necrophila luciae
- Necrophila renatae
- Necrophila rufithorax
- Necrophila subcaudata
- Necrophila thibetana
- Necrophila viridis